# Karlskrona stadsdistrikt
Karlskrona stadsdistrikt er et svensk folkeregisterdistrikt i Karlskrona kommune og Blekinge län.
Distriktet ligger i og omkring Karlskrona, og det blev opretter den 1. januar 2016.
Distriktet ligger ved Blekinge skärgård på det østlige Blekinges sydkyst.
I 1998 blev Flådehavnen Karlskrona optaget på UNESCOs Verdensarvsliste. Kirkerne Fredrikskirken, Trefoldighedskirken (den tyske kirke) og Amiralitetskyrkan er også en del af verdensarven. Derimod er Kungsmarkskyrkan fra 1970'erne ikke en del af verdensarven.
56°09′40″N 15°35′17″Ø / 56.16111°N 15.58806°Ø